# Павильон № 47 «Свиноводство» на ВДНХ
Павильон «Свиноводство» — 47-й павильон ВДНХ, построенный в 1953 году.

## История
Павильон был построен в 1953 году по проекту архитекторов Александра Колесниченко, Григория Савинова и Михаила Ручко. Здание решено в сталинском архитектурном стиле. Фасад отделан белой штукатуркой и красным кирпичом. Главный вход украшен треугольным фронтоном и двумя барельефными изображениями свиней. Вместе с соседними павильонами «Коневодство», «Воспроизводство сельскохозяйственных животных», «Овцеводство» и «Крупный рогатый скот» входит в комплекс так называемого «Животноводческого городка» на выставке.
Вводный зал павильона был посвящён различным методам выращивания свиней в Советском Союзе. В основной экспозиции демонстрировалось около трёхсот свиней различных пород, привезённых на выставку из лучших совхозов и колхозов страны. Рекордсменов демонстрировали на выводном кругу во дворике павильона. Также в павильоне действовал кино-лекционный зал, где проводились лекции и показывались документальные фильмы на тематику свиноводства. Участники выставки проводили для посетителей консультации по методам выращивания животных. В 1990-е годы экспозиция была упразднена, и павильона использовался в качестве торгового. В 2016 году, после реставрации, в нём открылся «Дом ремёсел» — пространство общественных мастерских.